# Friedrich Steinseifer
Friedrich Steinseifer (* 15. Mai 1935 in Eiserfeld; † 7. Oktober 2004) war ein Generalmajor des Heeres der Bundeswehr.

## Werdegang
Steinseifer absolvierte 1956 das Abitur und war 1956 bis 1957 Student. Im Oktober 1957 trat er in die Bundeswehr ein. Er durchlief die Offizierausbildung in der Nachschubtruppe und war Zugführer in der Nachschubunteroffizierlehrinspektion, Personaloffizier in einem Nachschubbataillon und von 1963 bis 1966 Kompaniechef einer Transportkompanie. Von 1966 bis 1968 absolvierte er den 9. Generalstabslehrgang Heer an der Führungsakademie der Bundeswehr in Hamburg, wo er zum Offizier im Generalstabsdienst ausgebildet wurde.
Anschließend war Steinseifer Generalstabsoffizier für Militärisches Nachrichtenwesen (g 2) der 7. Panzerdivision in Unna und Generalstabsoffizier für Operationen, Ausbildung und Übung (G 3) der Panzergrenadierbrigade 19 in Ahlen. Ab 1971 war er Referent im Führungsstab der Streitkräfte (Fü S) III 7 im Bundesministerium der Verteidigung und danach bis September 1975 Bataillonskommandeur des Nachschubbataillons 11 in Delmenhorst. Im Folgenden war er Referent im Fü S V I, von April 1979 bis März 1982 Generalstabsoffizier für Logistik (G 4) des III. Korps in Koblenz, von April 1982 bis März 1987 Referatsleiter V 1 im Führungsstab des Heeres (Fü H). Im April 1987 wurde er Leiter des Materialamtes des Heeres in Bad Neuenahr-Ahrweiler und zum Brigadegeneral ernannt. Von Oktober 1988 bis September 1990 war er Stabsabteilungsleiter Fü H V für Logistik und Sanitätsdienst und danach stellvertretender Amtschef des Heeresamtes in Köln.
Steinseifer war Vizepräsident des Ringes deutscher Soldatenverbände. Er war verheiratet und hatte drei Kinder.

## Auszeichnungen
- 1990: Verdienstkreuz 1. Klasse der Bundesrepublik Deutschland
- Träger des Ordens Legion of Merit

## Schriften
- Deutsche Bundeswehr 2000 (Hrsg., mit Wolfgang Flume)
- Taschenbuch Deutsche Bundeswehr 2003 (Hrsg., mit Wolfgang Flume)